# Kamloops
Kamloops è una città della Columbia Britannica, in Canada, situata nel distretto regionale di Thompson-Nicola.

## Amministrazione

### Gemellaggi
- Uji